# Tjary Nurymov
Tjary Nurymov (russisk: Чары Нурымов tr. Tjary Nurymov ; født den 23. april 1940 i Bairam-Alisk, Turkmenske SSR i Sovjetunionen, død 1. februar 1993 i Moskva i Rusland) var en turkmensk/sovjetisk komponist, oboist og lærer.
Nurymov studerede musik på Den Statslige Turkmenske Musikskole (1955-1959), hvor han studerede obo, musikhistorie og teori. Nurymov studerede senere komposition på Gnesin Musik Institut i Moskva (1959-1970). Han skrev 3 symfonier, orkesterværker, kammermusik, korværker, scenemusik, sange, filmmusik, instrumentalværker, og skrev også den første turkmenske ballet. Nurymov var også leder af den Turkmenske Komponistforening.

## Udvalgte værker
- Symfoni nr. 1 "Sinfonietta" (1974) - for strygeorkester
- Symfoni nr. 2 (1984) - for orkester
- Symfoni nr. 3 "Maru-gren-hvornår" (1989) - for orkester